# Glory Thy Name
A Glory Thy Name  a Divinefire keresztény szimfonikus power metal együttes első albuma.
A japán verzió magában foglalja a Free Like An Eagle bónusz dalt is.

## Az album dalai
1. "From Death To Life" - 1:49
2. "The World's On Fire" - 4:09
3. "Never Surrender" - 6:03
4. "The Sign" - 5:07
5. "Out Of The Darkness" - 3:57
6. "Pay It Forward" - 6:01
7. "Live My Life For You" - 3:47
8. "Free Like An Eagle" - 3:04
9. "The Spirit" - 10:00
10. "The Way To Eternity" - 1:45